# Steigen
Steigen is een gemeente in de Noorse provincie Nordland. De gemeente telde 2543 inwoners in januari 2017.
De gemeente is rijk aan natuurgebieden, zoals Engelvær, Brunvær en Prestegårdsskogen.

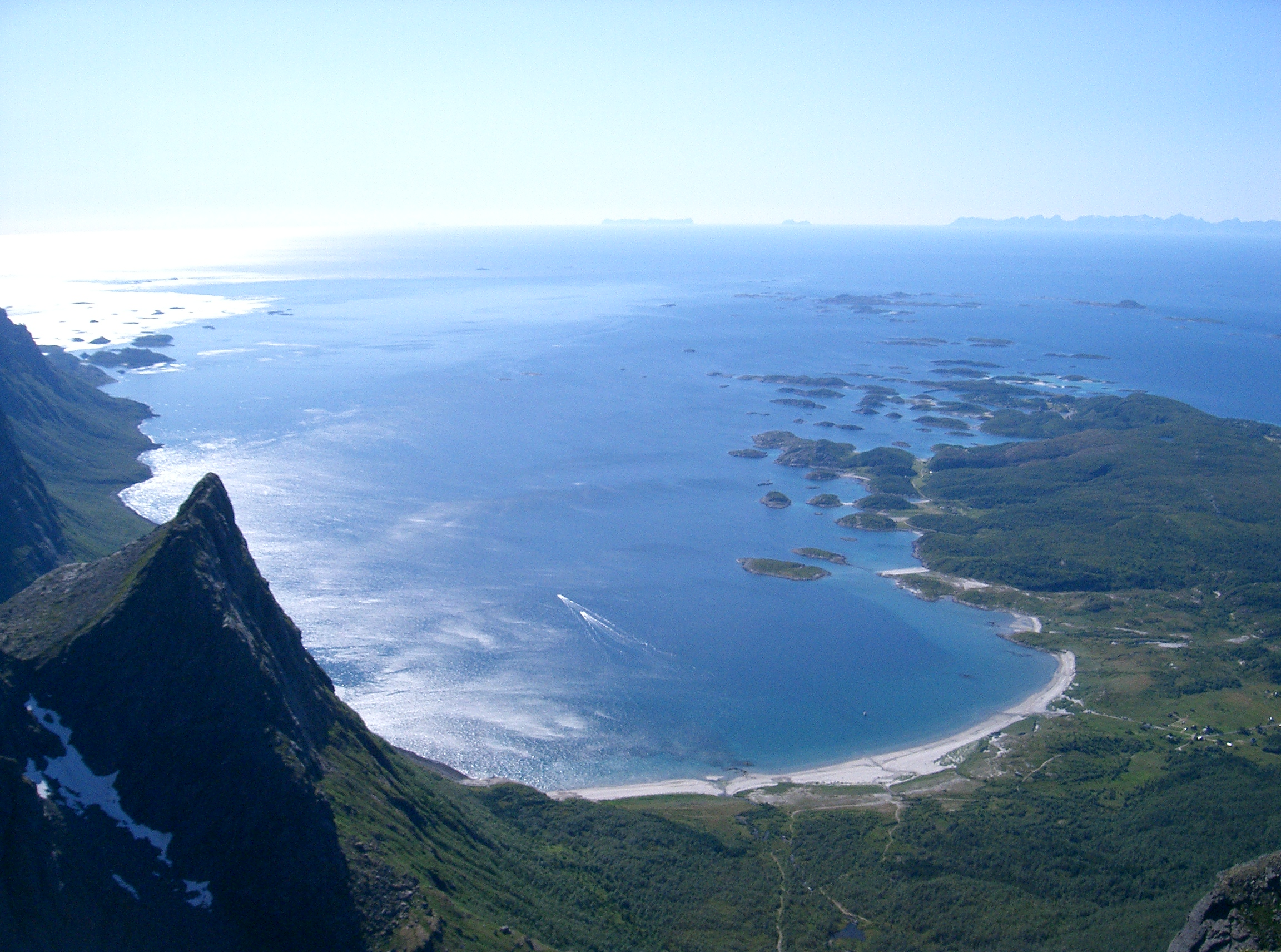
Brennviksanden, Steigen

Alstahaug · Andøy · Beiarn · Bindal · Bø · Bodø · Brønnøy · Dønna · Evenes · Fauske · Flakstad · Gildeskål · Grane · Hadsel · Hamarøy · Hattfjelldal · Hemnes · Herøy · Leirfjord · Lødingen · Lurøy · Meløy · Moskenes · Narvik · Nesna · Øksnes · Rana · Rødøy · Røst · Saltdal · Sømna · Sørfold · Sortland · Steigen · Træna · Værøy · Vågan · Vefsn · Vega · Vestvågøy · Vevelstad

Fylker van Noorwegen